# Enfermedad de Kaschin-Beck

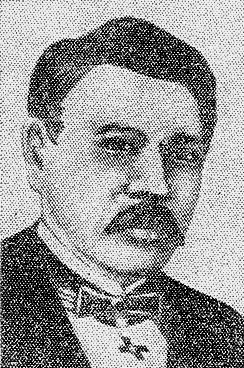
Nicolai Ivanowich Kashin, uno de los primeros médicos en describir la enfermedad de Kashin-Beck.

La enfermedad de Kaschin-Beck, también denominada enfermedad de Kashin–Beck, Kashin-Bek u osteoartropatía endémica deformante, es una rara enfermedad de etiología multifactorial que se caracteriza por necrosis focales múltiples en los condrocitos de las superficies y discos articulares y crecimiento hipertrófico de los condrocitos indemnes. Clínicamente los pacientes presentan baja estatura o enanismo y deformación de las articulaciones.

## Historia
La primera descripción fue realizada por I. M. Yurensky en 1849. Posteriormente el médico militar ruso Nikolái Ivánovich Kashin (también transcrito como Kaschin) realizaría nuevas descripciones en la zona de Bajkal en 1948 y la denominaría como enfermedad de Urov, mientras que Yevgueni Vladímirovich Bek (o Beck) en 1906 la describiría como osteoartropatía endémica deformante; los apellidos de estos dos investigadores se tomaría como epónimos de la enfermedad. La etiología originalmente propuesta fue por micotoxinas, aunque otras investigaciones ulteriores indicaron que también se relacionaba con déficit de selenio.

## Epidemiología
La enfermedad es frecuente en el sureste de Siberia, el noreste de China y Corea del Norte. En 1990 se estimó que en China existían de 1-3 millones de personas afectadas; en el 2013, en virtud de los programas preventivos, la prevalencia disminuyó a 640 mil de casos y 1.16 millones de personas con riesgo de enfermar.

## Causas
La etiología es multifactorial, los posibles agentes que se han propuesto son un déficit de selenio, contaminación de alimentos con micotoxinas, toxina T-2, de hongos como Fusarium oxysporum o Alternaria alternata y una elevada concentración de materia orgánica en las aguas principalmente por ácido fúlvico y húmico. Lo anterior conduciría a una alteración a nivel enzimático, de las citocinas y cambios a nivel genético. 
El déficit de yodo es considerado un factor de riesgo; mientras que el selenio, la vitamina C, las vitaminas B1, B2, B6 y B12, y la vitamina E son protectores de la enfermedad.

## Cuadro clínico
Los pacientes presentan alteraciones a nivel osteoarticular: estatura baja, enanismo y deformación de las articulaciones.

## Diagnóstico
A nivel histológico se pueden observar necrosis focales múltiples en los cartílagos, inclusive es posible la detección de la enfermedad en fases más tempranas con el microscopio electrónico.

## Tratamiento
El tratamiento es sintomático. Se ha demostrado eficiencia con selenito de sodio, hialuronato de sodio y ácido hialurónico intraarticular.